# Cedar Creek Mine Ride
Cedar Creek Mine Ride sont des montagnes russes hybrides et train de la mine du parc Cedar Point, situé à Sandusky, Ohio, aux États-Unis.

## Le circuit

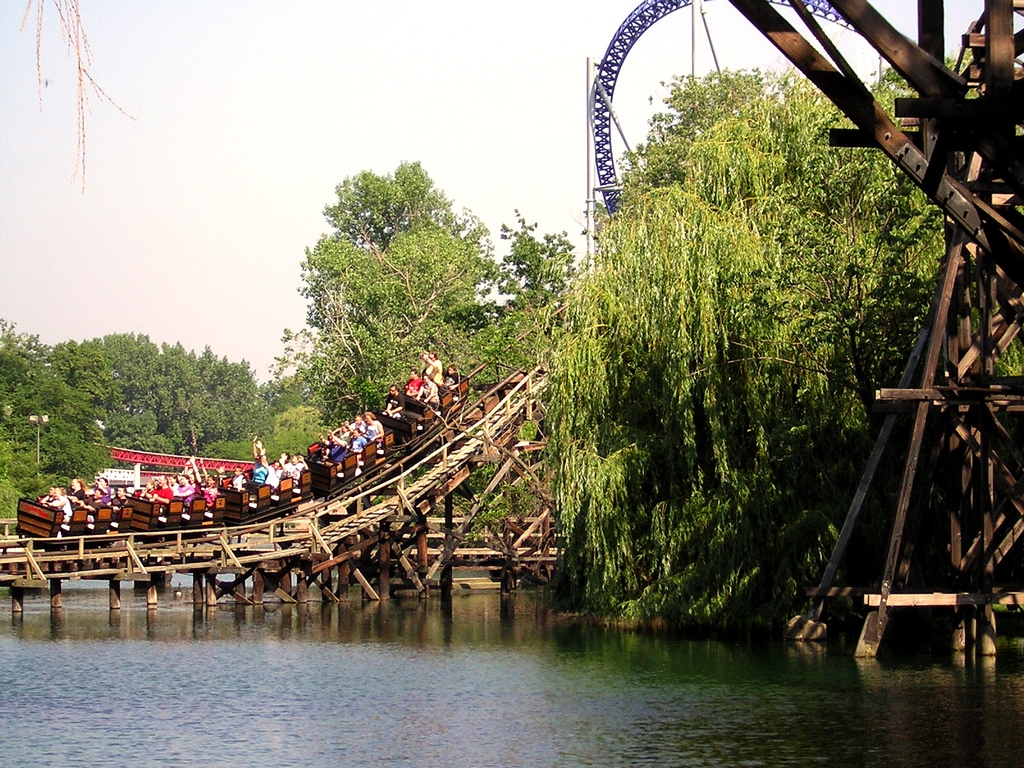
Cedar Creek Mine Ride

Cedar Creek Mine Ride est le second plus vieux parcours de montagnes russes opérant encore à Cedar Point après Blue Streak. Nombreux sont ceux qui confondent cette attraction avec des montagnes russes en bois. Les rails sont en métal et la structure en bois, il s'agit donc de montagnes russes hybrides.
Cedar Creek Mine Ride est l'un des deux parcours de montagnes russes à utiliser deux « lift hill », l'autre étant Iron Dragon. Cedar Creek Mine Ride était à l'origine conçu pour supporter six trains à la fois. Nombre de sections de freinage ont été retirées. De nos jours, l'attraction opère généralement avec deux trains, trois lors des jours de forte affluence et seulement un lorsque le parc est quasiment vide.
Depuis son ouverture en 1969, plus de 63 millions de passagers sont montés dans Cedar Creek Mine Ride. Pour la saison 2008, on a compté 840 000 passagers. L'affluence a décliné ces dix dernières années, cela est dû à l'installation de nouvelles montagnes russes bien plus sensationnelles.

## Statistiques
- Éléments : deux « lift hills »
- Trains : quatre trains de cinq wagons. Les passagers sont placés par deux sur trois rangs pour un total de 30 passagers par train.